# Батерија (војска)
Батерија (од фр.  — „ударач”) је у артиљерији исто што и чета у осталим родовима војске. Најчешће је сачињава 50—60 људи. Батерија се организује од водова и одељења, и то тако што више одељења (најчешће три са људством од 10 војника) чине један вод, а више водова (најчешће три и то један извиђачки и два ватрена) чине батерију. Више батерија даље чине дивизион, више дивизиона бригаду, више бригада дивизију, више дивизија корпус и више корпуса армију.
Српски филм Марш на Дрину описује подвиге једне српске батерије током Првог светског рата у бици на Церу.

## Дефиниција
У организацијском смислу, батерија је основна јединица у артиљерији. У тактичком смислу, батерија је група артиљеријских оруђа привремено обједињених на једном положају ради извршења одређеног борбеног задатка. У тврђавама и на бродовима, батерија је објекат (део брода) организован да прими артиљеријска оруђа, људство и муницију, да их заштити од противникове ватре и да олакша гађање. Као ватрена јединица може бити у саставу дивизиона (пука) или самостална. У борби може да дејствује у саставу дивизиона, самостално или по деловима.

### Батерије као тактичке јединице
Кроз историју, прво су се појавиле батерије као тактички појам у првој половини 17. века, када је шведски краљ Густав Адолф почео да поставља пољску артиљерију испред фронта пешадије и коњице по групама, названим батерије, уместо равномерно како се то чинило до тада. Најчешће их је било 2-3, по једна у центру и на крилима, различите јачине (чак и преко 100 оруђа у Наполеоновим ратовима).

### Батерије као организационе јединице
Батерије као организационе јединице могу бити ватрене, извиђачке, топографске, командне и ракетне.
- Ватрене батерије сачињава одређени број оруђа (2-8), људства, муниције и средстава за вучу. У Француској су формиране 1829. спајањем артиљеријских чета са четама артиљеријског трена (превоза) у једну јединицу, са по 6 оруђа (4 топа и 2 хаубице). Оваква организација је до Кримског рата (1853-1856) усвојена у свим модерним армијама (Европе и обе Америке). Пред Први светски рат број оруђа у батерији пољске артиљерије био је по 8 у Русији, по 6 у Великој Британији, Аустроугарској,  Немачкој, Белгији, Италији и Јапану, а по 4 у САД, Француској, Србији и Бугарској. Батерије тешке артиљерије имале су мањи број оруђа (2-4).[2]

## У Србији
У српској војсци је 1808. образована у Београду једна регуларна батерија са коњском запрегом, названа коњичка. Године 1836. формиране су две батерије по 3 топа (у Крагујевцу и Пожаревцу). законом од 29. маја 1839. формирана је полубатерија од 6 топова, која је 1845. променила назив у батерија. Од 3. августа 1862. пољске батерије су биле од по 4 топа и 2 хаубице. У српско-турским ратовима 1876-1878. пољске тешке батерије су имале по 6, а лаке по 4 топа. Од 1902. све су батерије и у миру и у рату имале по 4 оруђа. У балканским ратовима 1912-1913. у српској војсци је било пољских (75 мм), брдских (70 мм), коњичких (75 мм), хаубичких (120 и 150 мм - брзометних и спорометних), мерзерских (150 мм - спорометних) и батерије дугачких топова (120 мм - спорометних). Пољске батерије су су 1913. имале по 4 официра, 165 војника, 156 коња, 4 топа, 12 муницијских кара (двоколица) и 21 кола, а хаубичке од 150 мм по 4 официра, 138 војника, 20 коња, 84 вола и 14 кола. Са таквим батеријама српска војска ушла је у Први светски рат.